# Druppeltangare
De druppeltangare (Ixothraupis punctata, synoniem: Tangara punctata) is een zangvogel uit de familie Thraupidae (tangaren). 

## Verspreiding en leefgebied
Deze soort telt vijf ondersoorten:
- I. p. punctata: zuidelijk Venezuela, de Guyana's en noordelijk Brazilië.
- I. p. zamorae: centraal Ecuador en noordelijk Peru.
- I. p. perenensis: centraal Peru.
- I. p. annectens: zuidoostelijk Peru.
- I. p. punctulata: westelijk deel van Centraal-Bolivia.